# Họ Gấu trúc đỏ
Họ Gấu trúc đỏ (Ailuridae) là một họ động vật có vú trong Bộ Ăn thịt. Họ này chỉ gồm gấu trúc đỏ, và các họ hàng tuyệt chủng của nó.
Georges Cuvier lần đầu tiên mô tả Ailurus thuộc Họ Gấu mèo vào năm 1825; phân loại này đã gây tranh cãi kể từ đó. Chúng được phân loại vào Họ Gấu mèo vì sự tương đồng về hình thái của đầu, đuôi có màu và vòng, và các đặc điểm hình thái và sinh thái khác. Một khoảng thời gian sau, chúng được đặt vào Họ Gấu.
Các nghiên cứu phát sinh phân tử đã chỉ ra rằng, là một loài cổ đại trong Bộ Ăn thịt, gấu trúc đỏ tương đối gần gũi với gấu mèo Mỹ, và có thể là một họ đơn loài hoặc một phân họ trong Họ Gấu mèo. Một nghiên cứu phân tích dân số DNA ty thể chuyên sâu đã tuyên bố: "Theo hồ sơ hóa thạch, gấu trúc đỏ đã tách khỏi tổ tiên chung của chúng với loài gấu khoảng 40 triệu năm trước." Với sự khác biệt này, bằng cách so sánh sự khác biệt về trình tự giữa gấu trúc đỏ và gấu mèo, tỷ lệ đột biến quan sát được của gấu trúc đỏ được tính toán theo thứ tự 109, rõ ràng là đánh giá thấp so với tỷ lệ trung bình ở động vật có vú. Sự đánh giá thấp này có lẽ là do nhiều đột biến tái phát vì sự khác biệt giữa gấu trúc đỏ và gấu mèo là vô cùng sâu sắc.
Hệ thống nghiên cứu DNA phân tử gần đây nhất đặt gấu trúc đỏ vào họ riêng của chúng, Họ Gấu trúc đỏ (Ailuridae). Họ Ailuridae là một phần của bộ ba trong siêu họ Musteloidea bao gồm họ Procyonidae (gấu mèo), và một nhóm phân chia thành họ Mephitidae (chồn hôi) và họ Mustelidae (chồn, lửng và triết); nhưng thành viên của họ này không là gấu (Ursidae).
Gấu trúc đỏ không có họ hàng gần gũi nào còn sinh tồn, và tổ tiên hóa thạch gần nhất của chúng, chi Parailurus, sống cách đây 3-4 triệu năm. Có thể có đến ba loài khác nhau trong chi Parailurus, tất cả đều có đầu và hàm to và khỏe hơn so với chi Ailurus, sống ở lục địa Á-Âu, và có thể vượt qua Bering Strait vào Châu Mỹ. Gấu trúc đỏ có thể là loài duy nhất còn sống sót - một nhánh nhỏ chuyên sinh tồn trong thời kỳ băng hà cuối cùng trong một nơi ẩn náu trên những ngọn núi của Trung Quốc.

## Lịch sử phân loài
Frédéric Georges Cuvier miêu tả Gấu trúc đó lần đầu tiên vào năm 1825 và cho rằng nó thuộc họ Gấu trúc Bắc Mỹ; tuy nhiên cách phân loại này đã gây nhiều tranh cãi. Nguyên do Cuvier phân gấu trúc đỏ vào họ này vì gấu trúc đỏ và gấu trúc Bắc Mỹ có diện mạo khá giống nhau, cụ thể là về đầu - khuôn mặt, phần đuôi có những họa tiết hình vòng, và những sự giống nhau khác về kiểu hình cũng nư sinh thái. Về sau, nó lại được phân vào họ Gấu.
Nghiên cứu về phát sinh loài ở cấp độ phân tử cho thấy Gấu trúc đỏ là một loài sinh vật cổ xưa nằm trong Bộ Ăn thịt và vì vậy nó có mối quan hệ huyết thống khá gần gũi với Gấu trúc Bắc Mỹ, thậm chí có khả năng nó là một phân họ nằm trong họ Gấu trúc Bắc Mỹ. Một nghiên cứu kỹ lưỡng về DNA ti thể của quần thể gấu trúc đỏ cho rằng:
| “ | Theo các hóa thạch thu thập được, gấu trúc đỏ phát sinh từ một tổ tiên chung với gấu thông thường cách đây chừng 40 triệu năm. Với sự phân tách này, bằng việc so sánh sự khác nhau trong trình tự DNA giữa gấu trúc đỏ và gấu trúc Bắc Mỹ, tỉ lệ đột biến đối với gấu trúc đỏ được tính toán là 109, được cho là thấp so với tỉ lệ chung của động vật có vú. Kết quả này có thể là do nhiều lần đột biến tái diễn đều đặn vì sự phân kì giữa gấu trúc đỏ và gấu trúc Bắc Mỹ là rất sâu sắc. | ” |

Nghiên cứ phân tử - phân loại học và DNA gần đây nhất đã xếp gấu trúc đỏ vào một họ riêng biệt mang tên nó. Đến lượt mình, họ Gấu trúc đỏ là một trong các thành viên của siêu họ Chồn (Musteloidea) (các thành viên khác là họ Chồn hôi (Mephitidae), họ Chồn (Mustelidae) và họ Gấu trúc Bắc Mỹ (Procyonidae)). Theo kết quả phân loại học này, gấu trúc đỏ không phải là một loài gấu (Ursidae).
Gấu trúc đỏ hiện không có loài bà con gần nào còn sống, tổ tiên gần nhất của chúng, Parailurus, cũng sống cách nay đã 3-4 triệu năm. Có lẽ đã từng tồn tại chừng 3 loài Parailurus khác nhau, tất cả đều lớn hơn và có phần đầu, hàm to khỏe hơn. Parailurus sinh sống ở trên đại lục Á-Âu nhưng có thể chúng đã vượt eo biển Bering tiến vào châu Mỹ. Có lẽ gấu trúc đỏ là thành viên duy nhất của Parailurus còn tồn tại, nó đã di trú lên vùng núi Tây Trung Quốc để sống sót trong kỷ Băng hà.

## Phân loài
Ngoài chi Gấu trúc đỏ (Ailurus), họ cùng tên này cũng bao hàm 8 chi khác (đã tuyệt chủng), phần lớn các chi trong họ được phân thành 2 nhóm: phân họ Gấu trúc đỏ (Ailurinae) và phân họ Chó mõm ngắn (Simocyoninae).
- Họ Gấu trúc đỏ (Ailuridae)
  - ?Chi Amphictis (†)
  - Chi Protursus (†)
  - Phân họ Gấu trúc đỏ (Ailurinae)
    - Chi Gấu trúc đỏ (Ailurus)
    - Chi Magerictis (†)
    - Chi Parailurus (†)
    - Chi Pristinailurus (†)

  - Phân họ Chó mõm ngắn (Simocyoninae) (†)
    - Chi Actiocyon hay Alopecocyon (†)[14]
    - Chi Alopecocyon (†)
    - Chi Chó mõm ngắn (Simocyon) (†)